# Sant Avit (Òlt i Garona)
Sant Avit (en francès Saint-Avit) és un municipi francès situat al departament d'Òlt i Garona i a la regió de la Nova Aquitània.

## Demografia
| 1962                                       | 1968 | 1975 | 1982 | 1990 | 1999 | 2007 |
| ------------------------------------------ | ---- | ---- | ---- | ---- | ---- | ---- |
| 190                                        | 199  | 167  | 142  | 164  | 152  | 174  |
| Des de 1962: població sense dobles comptes |      |      |      |      |      |      |

## Administració
| Període   | Identitat       | Partit |
| --------- | --------------- | ------ |
| 1983-2008 | Claude Vaché    |        |
| 2008-     | Michel Couzigou |        |